# L. Gustave du Pasquier
Louis-Gustave du Pasquier (Auvernier, 18 de agosto de 1876 – Cornaux, 31 de janeiro de 1957) foi um matemático e historiador da matemática suiço.
Obteve um doutorado em 1906 na Universidade de Zurique, com a tese Zahlentheorie der Tettarionen, orientado por Adolf Hurwitz.
Du Pasquier foi palestrante convidado do Congresso Internacional de Matemáticos em Estrasburgo (1920), Toronto (1924), Bolonha (1928) e Zurique (1932).

## Livros
- Le développement de la notion de nombre. [S.l.: s.n.] 1921
- Le principe de la relativité et les théories d'Einstein. [S.l.: s.n.] 1922
- Le calcul des probabilités, son évolution mathématique et philosophique. [S.l.: s.n.] 1926[3]
- Léonard Euler et ses amis. [S.l.: s.n.] 1927
- as editor: Euler, Leonhard (1923). Opera omnia Series I, Opera mathematica. Volumen VII, Commentationes algebraicae. Ad theoriam combinationum et probabilitatum pertinentes. [S.l.]: Teubner